# Капабланка (фильм)
«Капабланка» — советско-кубинский художественный фильм режиссёра Мануэля Эрреры о жизни выдающегося шахматиста, третьего чемпиона мира Хосе Рауля Капабланки. Вышел в 1986 году, премьера в Москве состоялась в октябре 1987 года.

## Сюжет
В жизни третьего чемпиона мира по шахматам кубинца Хосе Рауля Капабланки особое место занимала Россия. Сюда он приезжал много раз и даже подолгу жил, играл в крупных шахматных турнирах, выступал с лекциями, сеансами, пропагандировал шахматное искусство, много общался с людьми, и не только из шахматного мира. Теме «Капабланка и Россия» как раз и посвящён этот фильм.
1925 год. В Москву на международный шахматный турнир приезжает известный кубинский шахматист, сотрудник Министерства иностранных дел Хосе Рауль Капабланка. Его поездка в условиях реакционной диктатуры Мачадо ставит под сомнение его дальнейшее пребывание на этом посту. В фильме показаны драматические поединки Капабланки с Эм. Ласкером, Тартаковером, Боголюбовым; трагическая любовь к балерине Большого театра Сашеньке Можаевой и сеанс одновременной игры, в котором он проиграл совсем ещё юному Мише Ботвиннику.

## В ролях
| Актёр                                | Роль                                   |
| ------------------------------------ | -------------------------------------- |
| Сесар Эвора дубл. Сергей Малишевский | Хосе Рауль Капабланка                  |
| Галина Беляева                       | Сашенька Можаева балерина              |
| Эслинда Нуньес                       | Амелия                                 |
| Адольфо Льяурадо                     | Хосе Мария Пикон репортёр              |
| Борис Невзоров                       | Еремеев организатор шахматного турнира |
| Хавьер Авила                         | Карлос Торре мексиканский шахматист    |
| Марина Яковлева                      | Вера подруга Сашеньки                  |
| Беатрис Вальдес                      | Кармен                                 |
| Алехандро Луго дубл. Артём Карапетян | Барраке министр юстиции                |
| Рохелио Менесес                      | Мануэль друг Капабланки                |
| Рамон Велос                          | Гонсало «король жёлтой прессы»         |
| Александр Гарин                      | Николай Крыленко                       |
| Елена Костина                        | жена Андрея Можаева                    |
| Владимир Разумовский                 | Ефим Боголюбов шахматист               |
| Владимир Удалов                      | Фрэнк Маршалл шахматист                |
| Александр Смольянинов                | Ильин-Женевский шахматист              |
| Дмитрий Орловский                    | Семён Иванович дворник                 |
| Григорий Лямпе                       | Ираклис уличный шахматист              |
| Андрей Гусев                         | шахматист из Ленинграда                |
| Валерий Кузин                        | один из организаторов                  |

## Критика
По мнению Дарьи Митиной: "Кино не просто эротическое, но пронизанное и пропитанное сексом, хотя на экране всего один целомудренный поцелуй, чуть ли не в лобик".